# Algodres (Figueira de Castelo Rodrigo)
Algodres era una freguesia portuguesa del municipio de Figueira de Castelo Rodrigo, distrito de Guarda.

## Topónimo
Según Pascual Riesco y José Pedro Machado, Algodres podría provenir del término árabe ġadîr, con el significado de balsa o charca, cuyo plural acentuado en la primera sílaba en lengua clásica, ġudur, habría dado lugar al topónimo. Esto suponiendo que la –u– final átona habría caído y se habría añadido una –e de apoyo. Compárese con el topónimo valenciano Algóder.
Otros autores, como Joan Coromines y Elías Terés, señalan que el acento en el plural se dislocó en hispano-árabe hacia la segunda sílaba ġudúr, por lo que la mayor parte de los descendientes se han transmitido en forma oxítona. Por ejemplo Algodor, registrado por los geógrafos hispano-árabes como el nombre de las lagunas de Ruidera. De ahí la reticencia expresada por Coromines ante la posibilidad de admitir que Algóder, y de pasada Algodres, deriven de ġudur. Ello exigiría una preservación del acento clásico que no parece comprobarse, a juzgar por las menciones literarias acopiadas por Terés. De hecho, este mismo autor cita una referencia leonesa antigua, del monasterio de San Martín de Castañeda, a un San Andrés de Algodorio, que debe de contener esta misma raíz, pero con el acento dislocado ġudúr. En todo caso, Coromines no excluye la presencia de otra base árabe, akdar con el significado de «turbio» o «mate», cuyo plural kudr habría podido cruzarse en la evolución de Algóder y tal vez estuviese en el origen de Algodres.
Semánticamente satisface más la hipótesis al-ġudur como «las charcas», «los lavajos», en referencia a la charca que aquí existió y que dio como primer nombre de la localidad Algodres de Nossa Senhora da Lagoa (Algodres de Nuestra Señora de la Laguna).

## Historia
Se llamó de Nossa Senhora da Lagoa, cuando estuvo integrada en el municipio de Castelo Rodrigo. En 1840 pertenecía al de Almendra, extinto el 24 de octubre de 1855. Desde entonces pertenece al de Figueira de Castelo Rodrigo.
Fue suprimida el 28 de enero de 2013, en aplicación de una resolución de la Asamblea de la República portuguesa promulgada el 16 de enero de 2013 al unirse con las freguesias de Vale de Afonsinho y Vilar de Amargo, formando la nueva freguesia de Algodres, Vale de Afonsinho e Vilar de Amargo.

## Patrimonio cultural
Según el SIPA (Sistema de Informação para o Património Arquitetónico portugués), posee quince bienes patrimoniales, dos de ellos protegidos por la Dirección General de Patrimonio Cultural:
- Calvario.
- Ermita de la Misericordia o de Santa Cruz: del siglo XVII y probablemente del siglo XVIII. En el siglo XIX se renuevan los retablos. Contiene pinturas de Luís Pinto-Coelho de 1959, y se encuentra en el límite septentrional del pueblo.
- Ermita de Santa Bárbara: de la primera mitad del siglo XVII, se encuentra al noroeste en un cerro cercano. Es de estilo manierista, fue reconstruida en 1877.
- Ermita de San Antonio: de los siglos XVII-XVIII y retablo del XVIII.
- Ermita de San Sebastián: construida engranit en la primera mitad del siglo XVIII, su retablo barroco es de la segunda mitad.
- Ermita del Señor de los Afligidos: del siglo XVIII, edificada en granito con las paredes revocadas en blanco.
- Casa del siglo siglo XVI: casa rectangular de dos pisos construida en los siglos XVI y XVII y rehabilitada en la década de 1970.
- Crucero de los Centenarios: Levantado en 1940 por el ayuntamiento de Figueira de Castelo Rodrigo para celebrar los centenarios de las distintas independencias de Portugal —de la independencia del Condado de Portugal frente al reino de León en 1140, y de la independencia de Portugal frente a la Monarquía Hispánica en 1640—. En 1956 se añadió una inscripción en memoria del benefactor de la feligresía Porfírio Augusto Junqueiro. En los años 2000 y 2001 se rehabilitó el jardín donde se encuentra con dinero de la Unión Europea.
- Fuente de la «Rua»: probablemente construida en la segunda mitad del siglo XVIII, es de cantería de granito y está incrustada en un muro también de granito en la calle de las Fuentes.
- Fuente del «Cabeço»: monumento clasificado como «Inmueble de Interés Público».[9] Cuenta con un sarcófago como abrevadero, y fue construida en el siglo XIV, posiblemente sobre otra de origen romano, y restaurada en 2003. En el centro del arco que abre la bóveda se encuentra un escudo invertido, que, según la tradición, fue colocado así por orden de Juan I de Portugal a quien no se permitió entrar en el pueblo, camino de Chaves.
- Iglesia parroquial de Nuestra señora de Alagoa: monumento clasificado como «Inmueble de Interés Público».[10] Su primera construcción data de 1385, de estilo románico-gótico, de la que apenas quedan restos. Fue posteriormente reconstruida en los siglos XVII y XVIII y nuevamente en el siglo XX. El campanario es una torre de 1777. A un costado de esta iglesia se encuentra el consistorio y, a occidente, una casa señorial de 1931.
- Necrópolis.
- Casa solariega de Morgado o de Fidalgo: del siglo XV en la calle «Largo do Canto da Gadanha».
- Torre y vestigios de una fortificación: de época medieval, fue una torre militar de vigía que se comunicaba con Castelo Rodrigo, Castelo Melhor, Marialva, Longroiva, Escalhão, Castelo de Monforte y Freixeda do Torrão. Durante la Guerra de Restauración, en 1640 se construyó una pequeña cerca defensiva. A partir del siglo XX se utilizó como torre del reloj.
- Poblado fortificado del monte de Santa Bárbara.